# بوستون رد ساکس
بوستون رِد ساکس (انگلیسی: Boston Red Sox) یک تیم بیسبال آمریکایی برخاسته از بوستون ماساچوست است که سال ۱۹۰۱ تأسیس شده و در لیگ برتر بیسبال آمریکا رقابت می‌کند. این تیم با کسب ۹ قهرمانی سری جهانی سومین تیم پرافتخار بیسبال آمریکا از این نظر به‌شمار می‌رود.